# Lefter Küçükandonyadis
Lefter Küçükandonyadis (Istanbul, 22 dicembre 1924 – Istanbul, 13 gennaio 2012) è stato un allenatore di calcio e calciatore turco, di ruolo attaccante, che ha militato nelle massime divisioni di Turchia, Italia, Francia e Grecia.
Soprannominato in patria Ordinaryus ("Professore"), partecipò con la maglia della Turchia ai Giochi della XIV Olimpiade e al campionato mondiale di calcio 1954.

## Carriera

### Club

#### Giocatore
Nato da madre turca e padre di origine greca, Küçükandonyadis iniziò a giocare a calcio in una formazione di Istanbul, il Taksim, entrando a far parte della prima squadra all'età di 16 anni. Siglò 75 reti in novanta presenze complessive, prima dello scoppio della seconda guerra mondiale, che impedì il regolare svolgimento del campionato. Nel 1947, all'età di 22 anni, Lefter passò alla sua squadra preferita, il Fenerbahçe, con il quale vinse un campionato di calcio di Istanbul nel 1948 e il campionato nazionale turco (non ufficialmente riconosciuto) nel 1950.
Nel 1951 divenne il primo calciatore professionista turco a giocare fuori dal suo Paese, passando alla Fiorentina militante in Serie A: la stagione in Italia (che lo vide esordire alla terza giornata, il 23 settembre 1951, contro la Pro Patria) fu però avara di reti, solo quattro in 30 presenze. Dopo una sola stagione passò ai francesi del Nizza, ma anche qui siglò solo due reti in 12 presenze: decise quindi di tornare in patria, ancora al Fenerbahçe.
Dal 1953 al 1964 rimase stabilmente nella rosa della squadra turca, conquistando altri due campionati di Istanbul nel 1957 e nel 1959: all'inizio del campionato turco propriamente detto, il Fenerbahçe fu la prima squadra a laurearsi campione nazionale, nel 1959, per poi ripetersi nel 1960-1961. Altri due titoli arrivarono nel 1964, nuovamente con la vittoria del campionato e della Coppa Atatürk. Con il Fenerbahçe, Küçükandonyadis siglò complessivamente 423 reti in 615 gare di campionato. Nel 1964 decise di chiudere la carriera in Turchia e passò all'AEK Atene, dove segnò due reti in 5 gare, prima che un grave infortunio contro l'Iraklis ne fermò definitivamente la carriera da calciatore.

#### Allenatore
A seguito del ritiro dal calcio giocato, allenò come prima squadra l'Egaleo FC fino al giugno 1965: dopodiché migrò in Sudafrica per guidare il Supersport United. Dopo solo una stagione tornò in Turchia, dove allenò diverse squadre sempre per una singola stagione: prima il Samsunspor, poi 'Orduspor, il Mersin İdmanyurdu e in ultimo il Boluspor, dove mise fine alla sua carriera da allenatore nel 1970.

### Nazionale
Dopo tre gare con la nazionale Under-21 e una gara con la Nazionale B, Küçükandonyadis esordì con la Nazionale maggiore il 23 aprile 1948 contro la Grecia, gara persa per 3-1 nella quale però segnò il suo primo gol con la maglia turca. Con la nazionale, nello stesso anno, partecipò anche ai Giochi della XIV Olimpiade, competizione nella quale la squadra turca venne eliminata ai quarti di finale dalla Jugoslavia.
Nel 1954 Lefter partecipò anche al Campionato mondiale di calcio 1954, tenutosi in Svizzera, nella quale i turchi vennero eliminati al primo turno e dove l'attaccante mise a segno due reti. Küçükandonyadis rimase stabilmente nel giro della nazionale negli anni seguenti, fino alla sua ultima gara giocata il 9 ottobre 1963 contro la Romania. In totale, l'attaccante mise a segno 21 reti in 46 presenze.

## Dopo il ritiro
Gli è stata dedicata una statua all'esterno dello stadio del Fenerbahçe, che è stata inaugurata il 3 maggio 2009.

## Statistiche

### Cronologia presenze e reti in nazionale[4]
| Cronologia completa delle presenze e delle reti in nazionale ― Turchia | Cronologia completa delle presenze e delle reti in nazionale ― Turchia | Cronologia completa delle presenze e delle reti in nazionale ― Turchia | Cronologia completa delle presenze e delle reti in nazionale ― Turchia | Cronologia completa delle presenze e delle reti in nazionale ― Turchia | Cronologia completa delle presenze e delle reti in nazionale ― Turchia | Cronologia completa delle presenze e delle reti in nazionale ― Turchia | Cronologia completa delle presenze e delle reti in nazionale ― Turchia |
| Data                                                                   | Città                                                                  | In casa                                                                | Risultato                                                              | Ospiti                                                                 | Competizione                                                           | Reti                                                                   | Note                                                                   |
| ---------------------------------------------------------------------- | ---------------------------------------------------------------------- | ---------------------------------------------------------------------- | ---------------------------------------------------------------------- | ---------------------------------------------------------------------- | ---------------------------------------------------------------------- | ---------------------------------------------------------------------- | ---------------------------------------------------------------------- |
| 23-4-1948                                                              | Atene                                                                  | Grecia                                                                 | 3 – 1                                                                  | Turchia                                                                | Amichevole                                                             | 1                                                                      |                                                                        |
| 30-5-1948                                                              | Istanbul                                                               | Turchia                                                                | 0 – 1                                                                  | Austria                                                                | Amichevole                                                             | -                                                                      |                                                                        |
| 2-8-1948                                                               | Londra                                                                 | Turchia                                                                | 4 – 0                                                                  | Cile                                                                   | Olimpiadi 1948 - Ottavi di finale                                      | 1                                                                      |                                                                        |
| 5-8-1948                                                               | Londra                                                                 | Turchia                                                                | 1 – 3                                                                  | Jugoslavia                                                             | Olimpiadi 1948 - Quarti di finale                                      | -                                                                      |                                                                        |
| 20-3-1949                                                              | Vienna                                                                 | Austria                                                                | 1 – 0                                                                  | Turchia                                                                | Amichevole                                                             | -                                                                      |                                                                        |
| 20-5-1949                                                              | Atene                                                                  | Turchia                                                                | 2 – 3                                                                  | Italia                                                                 | Coppa del Mediterraneo                                                 | -                                                                      |                                                                        |
| 20-11-1949                                                             | Ankara                                                                 | Turchia                                                                | 7 – 0                                                                  | Siria                                                                  | Qual. Mondiali 1950                                                    | 1                                                                      |                                                                        |
| 28-5-1950                                                              | Istanbul                                                               | Turchia                                                                | 6 – 1                                                                  | Iran                                                                   | Amichevole                                                             | 2                                                                      |                                                                        |
| 3-12-1950                                                              | Istanbul                                                               | Turchia                                                                | 3 – 2                                                                  | Israele                                                                | Amichevole                                                             | 1                                                                      |                                                                        |
| 10-6-1951                                                              | Stoccolma                                                              | Svezia                                                                 | 3 – 1                                                                  | Turchia                                                                | Amichevole                                                             | 1                                                                      |                                                                        |
| 17-6-1951                                                              | Berlino Ovest                                                          | Germania Ovest                                                         | 2 – 1                                                                  | Turchia                                                                | Amichevole                                                             | -                                                                      |                                                                        |
| 11-12-1953                                                             | Istanbul                                                               | Turchia                                                                | 0 – 1                                                                  | Italia                                                                 | Coppa del Mediterraneo                                                 | -                                                                      |                                                                        |
| 6-1-1954                                                               | Madrid                                                                 | Spagna                                                                 | 4 – 1                                                                  | Turchia                                                                | Qual. Mondiali 1954                                                    | -                                                                      |                                                                        |
| 14-3-1954                                                              | Istanbul                                                               | Turchia                                                                | 1 – 0                                                                  | Spagna                                                                 | Qual. Mondiali 1954                                                    | -                                                                      |                                                                        |
| 17-3-1954                                                              | Roma                                                                   | Spagna                                                                 | 2 – 2                                                                  | Turchia                                                                | Qual. Mondiali 1954                                                    | -                                                                      |                                                                        |
| 17-6-1954                                                              | Berna                                                                  | Germania Ovest                                                         | 4 – 1                                                                  | Turchia                                                                | Mondiali 1954 - 1º turno                                               | -                                                                      |                                                                        |
| 20-6-1954                                                              | Ginevra                                                                | Turchia                                                                | 7 – 0                                                                  | Corea del Sud                                                          | Mondiali 1954 - 1º turno                                               | 1                                                                      |                                                                        |
| 23-6-1954                                                              | Zurigo                                                                 | Germania Ovest                                                         | 7 – 2                                                                  | Turchia                                                                | Mondiali 1954 - 1º turno                                               | 1                                                                      |                                                                        |
| 17-10-1954                                                             | Sarajevo                                                               | Jugoslavia                                                             | 5 – 1                                                                  | Turchia                                                                | Amichevole                                                             | -                                                                      |                                                                        |
| 3-4-1955                                                               | Istanbul                                                               | Turchia                                                                | 0 – 0                                                                  | Francia                                                                | Coppa del Mediterraneo                                                 | -                                                                      |                                                                        |
| 26-6-1955                                                              | Trieste                                                                | Italia                                                                 | 1 – 1                                                                  | Turchia                                                                | Coppa del Mediterraneo                                                 | 1                                                                      |                                                                        |
| 18-12-1955                                                             | Istanbul                                                               | Turchia                                                                | 3 – 1                                                                  | Portogallo                                                             | Amichevole                                                             | 1                                                                      |                                                                        |
| 25-12-1955                                                             | Parigi                                                                 | Francia                                                                | 3 – 1                                                                  | Turchia                                                                | Coppa del Mediterraneo                                                 | -                                                                      |                                                                        |
| 19-2-1956                                                              | Istanbul                                                               | Turchia                                                                | 3 – 1                                                                  | Ungheria                                                               | Amichevole                                                             | 2                                                                      |                                                                        |
| 25-3-1956                                                              | Lisbona                                                                | Portogallo                                                             | 3 – 1                                                                  | Turchia                                                                | Amichevole                                                             | -                                                                      |                                                                        |
| 1-5-1956                                                               | Istanbul                                                               | Turchia                                                                | 0 – 1                                                                  | Brasile                                                                | Amichevole                                                             | -                                                                      |                                                                        |
| 16-11-1956                                                             | Istanbul                                                               | Turchia                                                                | 1 – 1                                                                  | Polonia                                                                | Amichevole                                                             | -                                                                      |                                                                        |
| 5-4-1957                                                               | Il Cairo                                                               | Egitto                                                                 | 0 – 4                                                                  | Turchia                                                                | Amichevole                                                             | 3                                                                      |                                                                        |
| 19-5-1957                                                              | Varsavia                                                               | Polonia                                                                | 0 – 1                                                                  | Turchia                                                                | Amichevole                                                             | -                                                                      |                                                                        |
| 6-11-1957                                                              | Madrid                                                                 | Spagna                                                                 | 3 – 0                                                                  | Turchia                                                                | Amichevole                                                             | -                                                                      |                                                                        |
| 8-12-1957                                                              | Ankara                                                                 | Turchia                                                                | 1 – 1                                                                  | Belgio                                                                 | Amichevole                                                             | -                                                                      |                                                                        |
| 4-5-1958                                                               | Amsterdam                                                              | Paesi Bassi                                                            | 2 – 1                                                                  | Turchia                                                                | Amichevole                                                             | -                                                                      |                                                                        |
| 26-10-1958                                                             | Bruxelles                                                              | Belgio                                                                 | 1 – 1                                                                  | Turchia                                                                | Amichevole                                                             | -                                                                      |                                                                        |
| 2-11-1958                                                              | Bucarest                                                               | Romania                                                                | 3 – 0                                                                  | Turchia                                                                | Qual. Euro 1960                                                        | -                                                                      |                                                                        |
| 7-12-1958                                                              | Ankara                                                                 | Turchia                                                                | 0 – 0                                                                  | Bulgaria                                                               | Amichevole                                                             | -                                                                      |                                                                        |
| 18-12-1958                                                             | Istanbul                                                               | Turchia                                                                | 1 – 0                                                                  | Cecoslovacchia                                                         | Amichevole                                                             | -                                                                      |                                                                        |
| 26-4-1959                                                              | Istanbul                                                               | Turchia                                                                | 2 – 0                                                                  | Romania                                                                | Qual. Euro 1960                                                        | 2                                                                      |                                                                        |
| 30-5-1959                                                              | Istanbul                                                               | Turchia                                                                | 0 – 0                                                                  | Paesi Bassi                                                            | Amichevole                                                             | -                                                                      |                                                                        |
| 8-6-1960                                                               | Ankara                                                                 | Turchia                                                                | 4 – 2                                                                  | Scozia                                                                 | Amichevole                                                             | 2                                                                      |                                                                        |
| 27-11-1960                                                             | Sofia                                                                  | Bulgaria                                                               | 2 – 1                                                                  | Turchia                                                                | Amichevole                                                             | -                                                                      |                                                                        |
| 1-6-1961                                                               | Oslo                                                                   | Norvegia                                                               | 0 – 1                                                                  | Turchia                                                                | Qual. Mondiali 1962                                                    | -                                                                      |                                                                        |
| 18-6-1961                                                              | Mosca                                                                  | Unione Sovietica                                                       | 1 – 0                                                                  | Turchia                                                                | Qual. Mondiali 1962                                                    | -                                                                      |                                                                        |
| 8-10-1961                                                              | Bucarest                                                               | Romania                                                                | 4 – 0                                                                  | Turchia                                                                | Amichevole                                                             | -                                                                      |                                                                        |
| 12-11-1961                                                             | Istanbul                                                               | Turchia                                                                | 1 – 2                                                                  | Unione Sovietica                                                       | Qual. Mondiali 1962                                                    | -                                                                      |                                                                        |
| 16-5-1962                                                              | Istanbul                                                               | Turchia                                                                | 1 – 0                                                                  | Israele                                                                | Amichevole                                                             | 1                                                                      |                                                                        |
| 9-10-1963                                                              | Ankara                                                                 | Turchia                                                                | 0 – 0                                                                  | Romania                                                                | Amichevole                                                             | -                                                                      |                                                                        |
| Totale                                                                 |                                                                        | Presenze                                                               | 46                                                                     |                                                                        | Reti (4º posto)                                                        | 21                                                                     |                                                                        |

## Palmarès
- Campionato nazionale turco: 1

Fenerbahçe: 1950
 Campionato turco: 3 
Fenerbahçe: 1959, 1960-1961, 1963-1964
- Atatürk Cup: 1

Fenerbahçe: 1964
- Istanbul Football League: 3

Fenerbahçe: 1948, 1957, 1959